# Віталій Данищук (Рідкість)

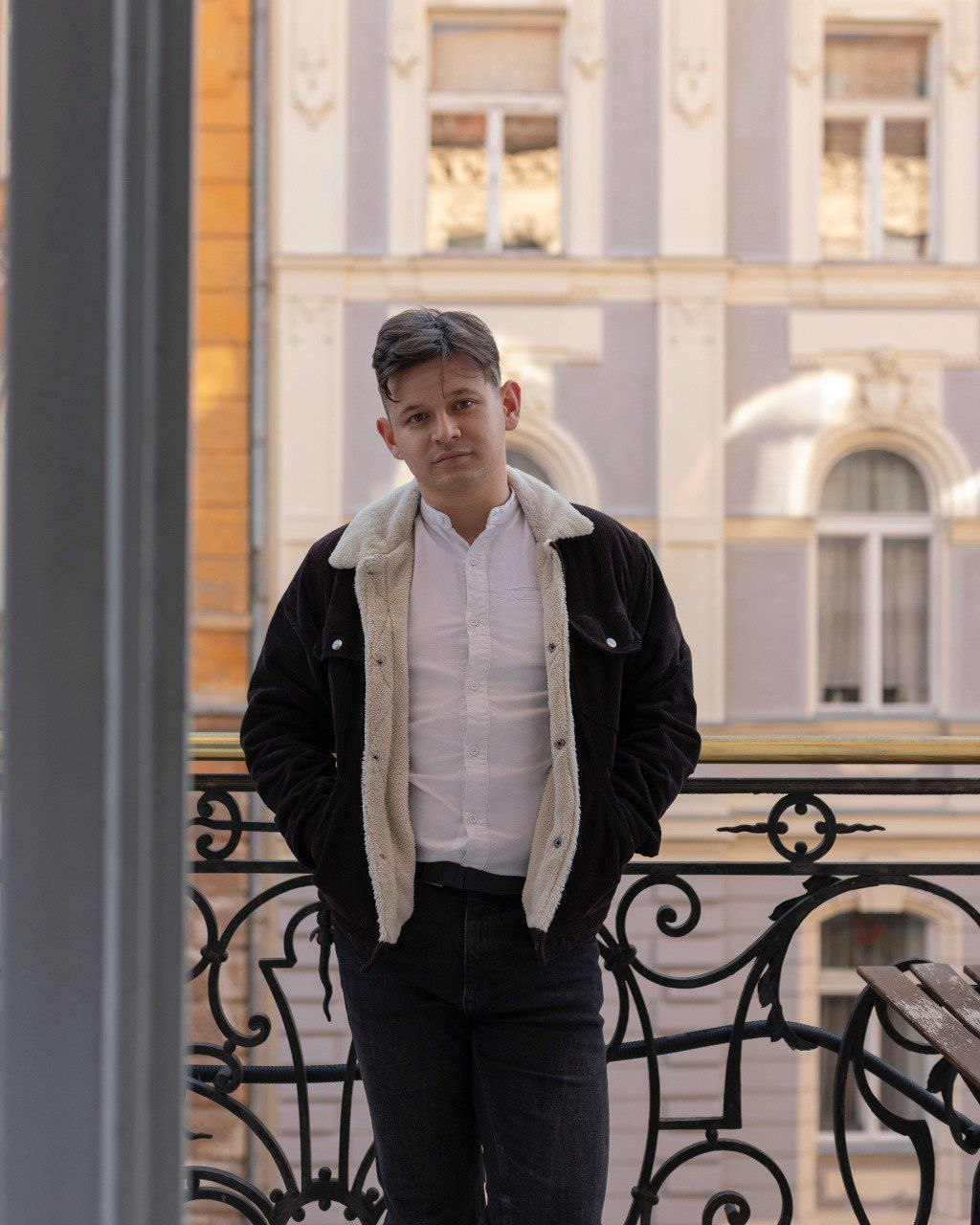
Рідкість (Віталій Данищук)

Рідкість (справжнє ім'я — Віталій Васильович Данищук; 15 вересня 1998, Ланчин, Івано-Франківська область, Україна) — український поет і письменник. Автор поетичних збірок «Рідкість», «Українська мрія», «Рідкість 2.0».

## Життєпис
Народився 15 вересня 1998 року в селищі міського типу Ланчин Івано-Франківської області в українськомовній родині. Закінчив 1-9 класи Ланчинської гімназії та 10-11 класи Ланчинського ліцею імені Юрія Шкрумеляка. Здобув ступінь бакалавра комп'ютерних наук та ступінь магістра менеджменту проєктів та інженерії програмного забезпечення у Чернівецькому національному університеті імені Юрія Федьковича. Згодом здобув ступінь магістра програмної інженерії в підприємництві у Братиславському університеті економіки та менеджменту.
2020 рік — неодноразово брав участь у поетичних конкурсах Poetry Project.
2021 рік — учасник ІІ Міжнародного конкурсу української поезії «Поетична доба».
2021 рік — учасник фестивалю «Обнова-фест» у Чернівцях.
2023 рік — одержав заохочувальний диплом Літературної премії «Привітання життя» імені Богдана Ігоря Антонича.
2024 рік — учасник літературного вечора, на якому презентував власні книги.

## Творча діяльність

### Поезія
У 2020 році було опубліковано першу збірку автора «Рідкість».

У 2022 році було опубліковано другу збірку автора «Українська мрія». Анотація до збірки «Українська мрія»:
Збірка віршів Віталія Данищука «Українська мрія» — своєрідна хронологія періоду переїзду автора в європейську столицю, що розкинулась на березі Дунаю. Кожен текст розповідає щось про дім, що таке дім, та хто в цьому домі зазвичай буває потрібен. Українська мрія — ідея описати ментальність, сум та радість бути людиною. Читаючи ці тексти, можна буде прочитати щось, що й так відоме уже для всіх, можна буде дізнатись те, що ніколи ніхто не розкаже.
У 2023 році було опубліковано оновлену версію збірки «Рідкість» під назвою «Рідкість 2.0». Анотація до збірки «Рідкість 2.0»:
«Рідкість» — перша збірка поезій автора Рідкість. Вірші написані в період студентства та життя у місті Чернівці. Складається з двох частин — любові та термінології. Саме в період студентства в голову починають лізти різні терміни, значення яких не завжди відомі, але вже точно цікаві. Ну і, звичайно ж, любов, куди без неї?

### Проза
У 2024 році вийшла друком перша прозова книга автора — «Після любові потрапляють у рай». Анотація до твору:
Ці розповіді — про дорогу та зупинки. Історії розки дані в часі так сильно, що якби перша зустрілась з останньою, то вони б точно подумали, що це зовсім про різних людей. З людиною завжди щось має ставатись, лишається тільки питання: що з цього варто памʼятати як повчальну історію, а що тримати в собі як теплий спогад?

### Публіцистика
Вів колонку «Колонка українського студента у Братиславі» у чернівецькому онлайн-медіа «Weche» про життя у Братиславі.

## Нагороди
2019 рік — переможець 21 конкурсу Poetry Project.
2021 рік — переможець конкурсу «Ан Т-Р-Акт»-2021-«Дзен поезії».